# Megarhyssa verae
Megarhyssa verae är en stekelart som beskrevs av Dmitriy R. Kasparyan 2002. Megarhyssa verae ingår i släktet Megarhyssa och familjen brokparasitsteklar. Inga underarter finns listade i Catalogue of Life.